# Mbinga
Mbinga es un valiato de Tanzania perteneciente a la región de Ruvuma.
En 2012, el valiato tenía una población de 353 683 habitantes, de los cuales 37 893 vivían en la kata de Mbinga.
El valiato se ubica en el oeste de la región y es limítrofe al norte con la región de Njombe. Anteriormente comprendía toda la costa regional del lago Malaui y era fronteriza con Mozambique, pero en 2012 perdió tanto la frontera como la costa al separarse el vecino valiato de Nyasa. La localidad se ubica unos 75 km al suroeste de la capital regional Songea, sobre la carretera A19 que lleva al lago Malaui.

## Subdivisiones
Comprende 34 katas:
- Kambarage
- Kigonsera
- Kihangi Mahuka
- Kihungu
- Kikolo
- Kilimani
- Kipapa
- Kipololo
- Kitanda
- Kitumbalomo
- Kitura
- Langiro
- Linda
- Litembo
- Litumbandyosi
- Luwaita
- Maguu
- Mapera
- Matiri
- Mbangamao
- Mbinga (la capital)
- Mbuji
- Mkako
- Mkalanga
- Mkumbi
- Mpapa
- Mpepai
- Myangayanga
- Namswea
- Ngima
- Nyoni
- Ruanda
- Ukata
- Utiri